# CDマラトン
クルブ・デポルティーボ・マラトン (スペイン語: Club Deportivo Marathón) はホンジュラス・サン・ペドロ・スーラに本拠地を置くサッカークラブである。1925年11月25日設立。

## 歴史
1925年11月25日、エロジ・モンテス（Eloy Montes）とその友人たちによって設立された。以来、数多くのタイトルを獲得し、ホンジュラスで最も成功したクラブの一つになった。

## タイトル

### 国内タイトル
- ホンジュラス・プロサッカー・ナショナルリーグ: 9

1979–80, 1985–86, Clausura 2002, Clausura 2003, Apertura 2004, Apertura 2007, Apertura 2008, Apertura 2009, Clausura 2018
- コパ・プレシデンテ: 1

2017
- ホンジュラス・カップ: 2

1994, 2017

### 国際タイトル
なし

## 現所属メンバー
2022年2月16日現在
注：選手の国籍表記はFIFAの定めた代表資格ルールに基づく。
| No. | Pos. |              | 選手名                     |
| --- | ---- | ------------ | -------------------------- |
| 2   | DF   | ホンジュラス | ブライアン・バリオス       |
| 3   | DF   | ホンジュラス | クリスティアン・モレイラ   |
| 5   | MF   | ホンジュラス | ルイス・ベガ               |
| 7   | DF   | ホンジュラス | エミリオ・イサギレ         |
| 8   | MF   | ホンジュラス | ルイス・ガリード           |
| 10  | MF   | ホンジュラス | マリオ・マルティネス       |
| 12  | MF   | ホンジュラス | ジャンカルロ・バルガス     |
| 14  | FW   | コロンビア   | サンティアゴ・コルドバ     |
| 15  | DF   | ホンジュラス | アランス・バルガス         |
| 17  | FW   | アルゼンチン | ルーカス・カンパーナ       |
| 18  | DF   | アルゼンチン | ブライアン・モリーナ       |
| 19  | MF   | ホンジュラス | クリスティアン・カリックス |
| 20  | FW   | ホンジュラス | カルロス・ランサ           |

| No. | Pos. |              | 選手名                     |
| --- | ---- | ------------ | -------------------------- |
| 21  | MF   | ホンジュラス | オディン・ラモス           |
| 25  | GK   | ホンジュラス | デノバン・トーレス ()      |
| 26  | MF   | ホンジュラス | エクトル・メドラーノ       |
| 27  | DF   | ホンジュラス | カルロス・ガルシア         |
| 30  | FW   | ホンジュラス | エドウィン・ソラーノ       |
| 31  | MF   | ホンジュラス | レイニエリ・マヨルキン     |
| 34  | FW   | ホンジュラス | ジェフリー・ミランダ       |
| 35  | MF   | ホンジュラス | ビクトル・ベリオス         |
| 38  | MF   | ホンジュラス | ブライアン・カスティージョ |
| -   | DF   | ホンジュラス | マイコル・オリビア         |
| -   | MF   | ホンジュラス | オルビン・カブレラ         |
| -   | MF   | アルゼンチン | フアン・ビエイラ           |

## 歴代所属選手
- ワシントン・ルイス・ペレイラ・ドス・サントス 2006
- サウル・マルティネス 2008-2010
- ジェリー・パラシオス 2008-2010
- シェーン・オリオ 2010-
- アドルフォ・マチャド 2010
- アマド・ゲバラ 2011
- ヘオルギー・ウェルコメ 2015